# Boyce (Wirginia)
Boyce – miasto w Stanach Zjednoczonych, w stanie Wirginia, w hrabstwie Clarke.